# Vietnám az 1956. évi nyári olimpiai játékokon
Vietnám az ausztráliai Melbourne-ben és a svédországi Stockholmban megrendezett 1956. évi nyári olimpiai játékok egyik részt vevő nemzete volt. Az országot az olimpián 1 sportágban 6 sportoló képviselte, akik érmet nem szereztek.

## Kerékpározás

### Országúti kerékpározás
| Versenyző                                                 | Versenyszám          | Idő           | Helyezés      |
| --------------------------------------------------------- | -------------------- | ------------- | ------------- |
| Trần Gia Thu                                              | Mezőnyverseny        | nem ért célba | nem ért célba |
| Nguyễn Hw Thoa                                            | Mezőnyverseny        | nem ért célba | nem ért célba |
| Ngô Thành Liêm                                            | Mezőnyverseny        | nem ért célba | nem ért célba |
| Lê Trung Trung                                            | Mezőnyverseny        | nem ért célba | nem ért célba |
| Versenyző                                                 | Versenyszám          | Pont          | Helyezés      |
| Trần Gia Thu Nguyễn Hw Thoa Ngô Thành Liêm Lê Trung Trung | Csapat mezőnyverseny | nem ért célba | nem ért célba |

### Pálya-kerékpározás
Sprintverseny
| Versenyző    | Versenyszám  | 1. forduló                                          | 1. forduló | Vigaszág selejtező                                             | Vigaszág selejtező | Vigaszág döntő       | Vigaszág döntő | Negyeddöntő          | Elődöntő             | Döntő                | Helyezés    |
| Versenyző    | Versenyszám  | Ellenfelek Győztes idő                              | Hely.      | Ellenfelek Győztes idő                                         | Hely.              | Ellenfél Győztes idő | Hely.          | Ellenfél Győztes idő | Ellenfél Győztes idő | Ellenfél Győztes idő | Helyezés    |
| ------------ | ------------ | --------------------------------------------------- | ---------- | -------------------------------------------------------------- | ------------------ | -------------------- | -------------- | -------------------- | -------------------- | -------------------- | ----------- |
| Lê Văn Phươc | Férfi egyéni | Richard Ploog (AUS) · Evrard Godefroid (BEL) · 11,4 | 3.         | Evrard Godefroid (BEL) · Muhammad Shah Rukh (PAK) · nincs adat | 3.                 | kiesett              | kiesett        | kiesett              | kiesett              | kiesett              | helyezetlen |

Időfutam
| Versenyző        | Versenyszám  | Idő    | Helyezés |
| ---------------- | ------------ | ------ | -------- |
| Nguyễn Văn Nhieu | Férfi egyéni | 1:23,6 | 22.      |